# Sovětský ráj

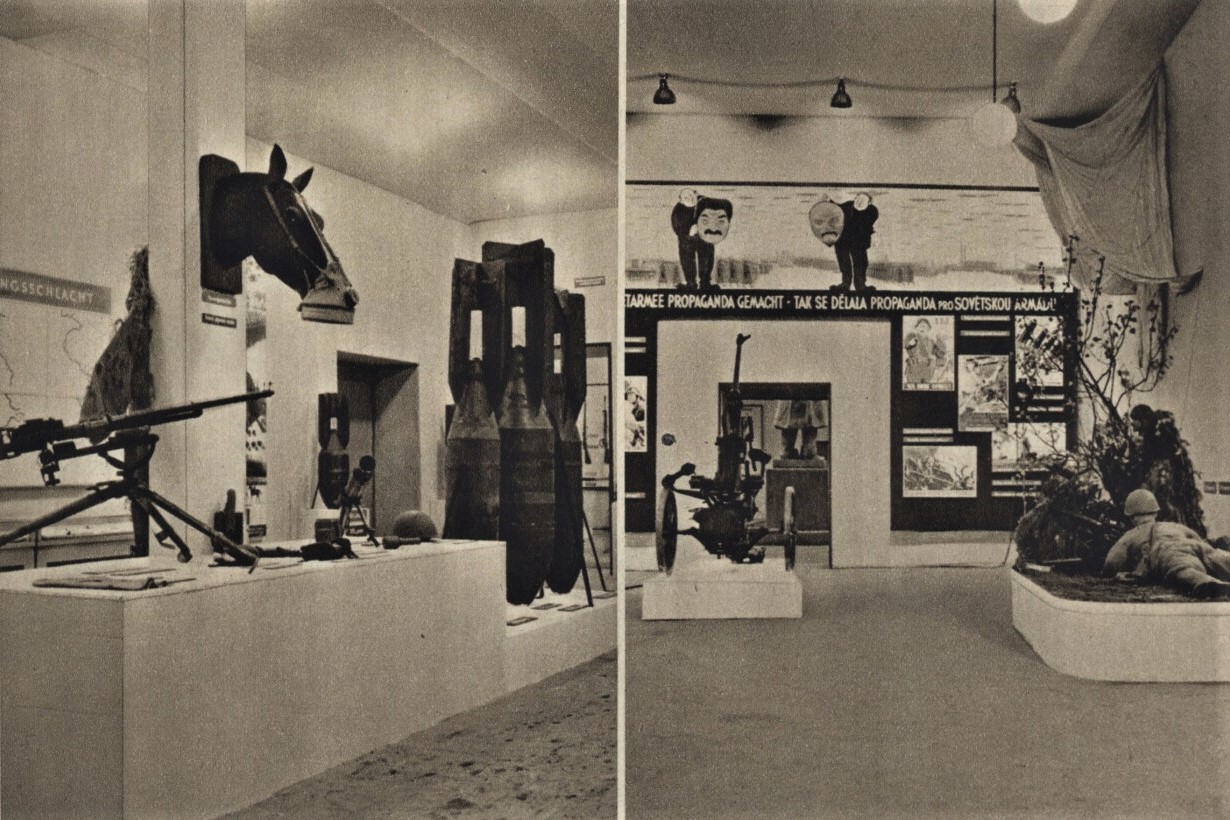
Výstava „Sovětský ráj“, Praha 1942 (expozice sovětských zbraní)

„Sovětský ráj“ (německy „Das Sowjet-Paradies“) byla putovní výstava a stejnojmenný krátký propagační film, které vytvořilo nacistické Vedení propagandy v říši (složka NSDAP) po přepadení Sovětského svazu za účelem ospravedlnění tohoto útoku a vyvrácení představy rozšířené mezi dělníky, že Sovětský svaz je dělnickým rájem.

## Obsah výstavy
Názvem „Sovětský ráj“ chtěli organizátoři akce ironizovat iluze o údajném blahobytu v Sovětském svazu. Expozice o každodenním životě v reálném bolševismu měla německým dělníkům ukázat bídu tamního života, za hlavní viníky označit Židy, a ospravedlnit německý vpád a tvrdost okupační politiky v SSSR. Pro tyto účely byly nashromážděny trofeje z různých okupovaných oblastí SSSR. Výstava byla uspořádána do několika tematických celků:
- Bohatství Východu
- Německé osídlení Východu
- Bolševismus — nástroj Židů
- Za maskou bolševismu
- Sovětská armáda — hrozba pro Evropu
- GPU — nástroj židobolševického teroru
- Život dělníka v sovětském ráji

Hlavním exponátem výstavy měl být model ubohé chatrče běžného dělníka na pozadí sovětských paláců; údajně to měla být replika skutečného dělnického obydlí z předměstí Minska. Součástí byla i expozice sovětských zbraní a vojenských letadel, které měly demonstrovat hrozbu sovětské armády, např. stíhačky I-153 a přední části bombardéru SB-2, a také těžký tank KV-2.

## Místa konání
- Vídeň (Wiener Messepalast), 13.12.1941 — 1.2.1942,

- Praha (Výstaviště Praha), 28.2.1942 — 29.3.1942,

- Berlín (Berlin-Lustgarten), 8.5.1942 — 21.6.1942.

V Berlíně se výstava stala terčem útoku komunistického odboje, který se ji 18. května 1942 pokusil zapálit; oheň však nezpůsobil větší škody.
Následně byla výstava otevřena ještě v několika dalších městech v Německu a okupovaných zemích, například Essen, Oslo, Štrasburk či Hamburk.

## Výstava v Praze
Na podnět zastupujícího protektora Heydricha byla výstava převezena z Vídně do Prahy, kde ji 28. února 1942 zahájil státní sekretář K. H. Frank (otevření pro novináře bylo o den dříve). Umístěna byla ve Wiehlově budově z Jubilejní výstavy. Výstava trvala do konce března a zhlédlo ji asi půl milionu návštěvníků. Mezi návštěvníky byli i příslušníci skupiny Anthropoid Jozef Gabčík a Jan Kubiš. Některé velké továrny pořádaly do Prahy povinné zájezdy dělníků, ovšem výstava se zcela minula účinkem, a většina českých návštěvníků ji považovala pouze za produkt nacistické propagandy a největší dojem na návštěvníky udělal sovětský těžký tank KV-2. Poté byla přesunuta do Berlína.